# Pierre Virlogeux
Pour les articles homonymes, voir Virlogeux.
Pierre Virlogeux, dit Vernier, né le 21 janvier 1903 à Cérilly (Allier) et mort le 9 février 1944 à Riom (Puy-de-Dôme), est, jusqu'à son décès dans les geôles du SD (Sicherheitsdienst) de Clermont-Ferrand, un des principaux chefs de la Résistance française en Auvergne pendant la Seconde Guerre mondiale.
Ingénieur céramiste, chef d'entreprise, commandant des MUR (Mouvements unis de la Résistance) d'Auvergne, il est l'époux de Claude Rodier.

## Biographie

### Origine et formation
Pierre Virlogeux naît le 21 janvier 1903 dans une ferme installée au lieu-dit « le Grand Pernier », commune de Cérilly dont son grand-père fut maire entre 1929 et 1935. Il est issu d'une famille paysanne qui se partage depuis plusieurs générations entre l'agriculture et les activités sylvicoles en raison de la proximité de la forêt de Tronçais.
Sa culture familiale est fortement marquée à gauche dans un Bourbonnais rural où le métayage est plus fréquent que le fermage.
Élève brillant et doté de talents artistiques certains, il bénéficie de l'ascenseur social qui le conduira à étudier à l'École nationale supérieure des beaux-arts de Bourges, puis à intégrer l'École nationale supérieure de céramique industrielle, encore installée à Sèvres dans les locaux de la Manufacture.
Ce choix d'orienter sa carrière vers la céramique n'est sans doute pas un hasard. La coexistence, dans le Bourbonnais, de l'air, du kaolin (la terre), de l'eau et du bois (le feu) en faisait un lieu idéal pour cette industrie comme en témoigne le roman de Suzanne Lavisse-Serre, Les Enfants de la Porcelaine dont l'action se passe à Cérilly et dont l'un des personnages porte le nom homonyme de Pierre Virlogeux.
Pierre Virlogeux est diplômé ingénieur céramiste DPLG en 1921, 28e promotion de l'ENSCI de Sèvres, promotion qui comptait quatre élèves.

### Avant la Seconde Guerre mondiale
Pierre Virlogeux épouse le 28 août 1926 une jeune agrégée de physique, Claude Rodier, ancienne élève de Paul Langevin à l'École normale supérieure de jeunes filles de Sèvres (ENSFJ).
Ils s'installent en 1929 à Riom, Puy-de-Dôme où Pierre Virlogeux crée une usine : Les Grès Flammés.
La production de l'usine est diversifiée :
- aménagement  d'intérieur (ex. : couvre radiateurs) ;
- laves émaillées (ex. : conduites de tir, dioramas touristiques) ;
- mobilier urbain (ex. :  fontaines, panneaux directionnels Michelin) ;
- architecture (ex. : décoration d’établissements thermaux auvergnats) (Établissement thermal du Mont-Dore)[4].

Pour les besoins d'approvisionnement de son entreprise, Pierre Virlogeux est amené à acheter une carrière de pierre de Volvic.
Il est adhérent de la SFIO et franc-maçon (Grand Orient de France).
De son union avec Claude Rodier naissent deux fils : Jean (1927-2006) et Marc (1932-2008).

### Pendant laSeconde Guerre mondiale

#### Entrée en Résistance
Il est assez rare de pouvoir documenter l'entrée en Résistance d'une personne. S'agissant de Pierre Virlogeux, celle-ci est documentée. Elle a lieu dès 1940 quand l'Université de Strasbourg trouve refuge à Clermont-Ferrand. Pierre Virlogeux accueille alors un couple d'enseignants des Vosges d'origine juive, dont la femme était condisciple de Claude Rodier à l'École normale supérieure de jeunes filles de Sèvres, et le mari en contact, depuis le début de la guerre, avec les services secrets britanniques.
Si l'affiliation originelle aux réseaux du Special Operations Executive (SOE) — et plus particulièrement aux réseaux Buckmaster (SOE en France) — est avérée, un doute existe sur le nom exact du réseau dont Pierre Virlogeux était membre. Tout porte à croire qu'il s'agissait du Réseau Alibi, dont le maire de Riom (1965-1971), parmi d'autres Riomois, ancien résistant, ancien déporté au camp de Buchenwald, lié à la famille Virlogeux, acteur des hommages rendus par la Ville, Guy Thomas, fut un membre attesté.

#### Actions de Résistance
L'activité durant la période qui va de 1940 à fin 1942 n'est a priori pas documentée.
Virlogeux prend part activement à la création des Mouvements unis de la Résistance (MUR), organisation terminée en janvier 1943 et qui, dans le cadre de la réunion des principaux mouvements de résistance de la zone sud, donna naissance aux MUR d'Auvergne.
À cette date, la zone sous sa responsabilité s'étend de Riom, au sud, à Cosne-d'Allier, au nord, à La Souterraine à l'ouest, soit un territoire un peu plus vaste que les Combrailles. Vichy, siège de l'« État français » et Clermont-Ferrand sont tout proches.

#### L'arrestation du point de vue du Sonderkommando
Interrogatoire de Georges Mathieu, Affaires Mathieu et autres, Clermont-Ferrand, 16 septembre 1944 :

« Expédition dans la région de Riom :
D'une part, les interrogatoires du commandant Madeline et de l'adjudant (de gendarmerie) Dodinet, d'autre part, les archives de Saint-Maurice (il s'agit de la fameuse serviette d'Émile Coulaudon, trouvée le 11 décembre 1943, au château de Saint-Maurice, près de Billom, comportant la liste des camps et dirigeants des MUR du Puy-de-Dôme, avec leurs vrais noms et leurs pseudonymes, et bien d'autres choses encore) nous donnèrent les renseignements nécessaires.
Dodinet qui était originaire de Riom, donna les noms de Perol, Virlogeux, Passemard, Robin. Les archives de Saint-Maurice avaient fourni les noms de Laborier, Marconnet et Labrousse, le capitaine de gendarmerie Berger et de Raynaud. Enfin, un renseignement du SB (Sonderkommando Blumenkampf, du nom de son chef, arrivé à Clermont en octobre 1943) avait signalé Chouvy.
On devait aller non seulement à Riom mais à Ennezat où les dirigeants du M.U.R. devaient être arrêtés.
Le 8 février, le SD au complet partit pour Riom. Immédiatement fut arrêté le nommé Chouvy. À 5 heures les opérations commencèrent. Dodinet guida la Gestapo. On arrêta Virlogeux avec toute sa famille, Laborier, Perol, qui nous avait été montré par Dodinet alors qu'il se trouvait sur la place de la Fédération. À la maison centrale, le gardien Passemard nous échappa. Ensuite furent arrêtés Marconnet, Labrousse et le capitaine de gendarmerie Berger. Ensuite, on se rendit chez Robin qui était en fuite. Raynaud avait été oublié et les perquisitions ne donnèrent aucun résultat.
À 5 heures (du soir ?) on interrogea les prisonniers. J'allai voir si le nommé Menut, alias Benevol (Max Menut était déjà dans le Cantal), n'était pas chez lui mais il était en fuite. Nous arrêtâmes l'abbé Anneser. »

#### L'arrestation, le témoignage de Jean Virlogeux
Jean Virlogeux, fils aîné de Pierre Virlogeux, a fêté son 17e anniversaire le 4 janvier 1944. Après avoir tenté, l'année précédente, de rejoindre le maquis et ramené manu militari par des amis de son père à la maison, il suit celui-ci dans ses actions comme estafette, participe à la récupération de parachutages.
Arrêté avec son père, le 8 février 1944, il témoigne :

« Le 8 février 1944, alors que je dors tranquillement dans ma chambre au deuxième étage de la maison de mes parents, je suis brusquement réveillé par une jeune femme (Ursula Brandt) avec un fort accent allemand, qui, pistolet au poing, me fit lever, habiller et descendre au premier étage où je trouvais mon père encadré par deux agents de la Gestapo, mitraillette braquée sur lui, tandis que dans la chambre de mes parents, ma mère finissait de s'habiller sous la menace d'un pistolet tenu par celui qui menait les opérations, un Français, ancien de Saint-Cyr, devenu chef de la Gestapo pour la région de Clermont-Ferrand. Il était six heures du matin…
Nous fûmes rapidement transférés en voiture à la caserne principale de Riom [aujourd'hui lycée Claude-et-Pierre-Virlogeux] et placés dans les cellules du quartier disciplinaire. Je pus communiquer avec mon père qui se trouvait dans la cellule à côté de la mienne et il me recommanda alors de jouer l'innocent, lui se chargeant de dire à la Gestapo qu'il était le seul de la famille à faire partie du réseau. La Gestapo avait également arrêté la bonne de mes parents ainsi que mes grands-parents maternels et mon frère alors âgé de onze ans, lesquels habitaient dans une villa à cinquante mètres de la maison de mes parents, ce qui laisse penser que la Gestapo était très bien renseignée sur la disposition des lieux.
Ce jour-là, la Gestapo arrêta quarante-trois personnes à Riom, étant très bien renseignée grâce à des documents tombés entre leurs mains quelque temps plutôt...
En fin d'après-midi, je fus emmené  dans un bâtiment où la Gestapo s'était installée pour procéder aux premiers interrogatoires. En arrivant dans le bâtiment je vis mon père traîné par deux soldats allemands, il ne pouvait plus marcher et avait la figure en sang. C'était la dernière fois que je devais le voir et je n'ai jamais su s'il m'avait reconnu. »

#### Le Kommando du SIPO-SD
En février 1944, le SIPO-SD (Sicherheitspolizei) de Clermont-Ferrand est commandé par Paul Blumenkamp, un ancien boucher reconverti dans la police politique, secondé par une secrétaire, ancienne étudiante allemande de l'université de Strasbourg repliée à Clermont-Ferrand, Ursula Brandt, dite La Panthère (en raison d'un manteau qu'elle portait régulièrement).
Le SIPO-SD peut, pour des opérations importantes comme la rafle contre les étudiants-résistants de l'université de Strasbourg repliée à Clermont-Ferrand, faire appel aux forces de police politique ou militaire de l'occupant allemand.
Dans le cadre de l' aktion du 8 février 1944, si la présence d'Ursula Brandt est avérée, le sonderkommando du SIPO-SD est uniquement constitué de collaborateurs français dont les principaux sont Georges Mathieu et Jean Vernières.
Georges Mathieu, étudiant en lettres de l'université de Clermont-Ferrand, qui aurait passé le concours de Saint-Cyr, infiltre les mouvements de Résistance d'Auvergne ; il est le principal responsable du démantèlement du réseau constitué par les étudiants de l'université de Strasbourg repliée à Clermont-Ferrand, chef du Sonderkommando français du SIPO-SD de Clermont-Ferrand, responsable à ce titre de plusieurs dizaines d'arrestations. Fusillé à la Libération.
Jean Vernières, né à Clermont-Ferrand, requis au STO, a l'occasion de visiter Auschwitz comme mouton. De retour en Auvergne, il s'engage au service du SD « par idéal anti-communiste », réputé pour sa cruauté dans les interrogatoires. Fusillé à la Libération.

#### Le suicide de Pierre Virlogeux
Arrêté vers 6 h du matin (heure allemande), Pierre Virlogeux est amené dans sa cellule du quartier disciplinaire de la Caserne d'Anterroche, en fin de journée, les membres brisés (Jean Vernières a pris sa part aux tortures). Dans les cellules contiguës se trouvent son fils aîné, Jean, et l'instituteur Charles Chouvy arrêté dans la même rafle.
C'est ce dernier, qui au retour de déportation (Auschwitz et Buchenwald), témoigne, dans une lettre manuscrite[source insuffisante] datée du 21 mai 1945 (Jean Virlogeux ne rentrera de déportation que le 26 juin 1945), des derniers instants et des derniers mots de Pierre Virlogeux : « Il m'est impossible d'en garantir, d’une façon absolue, le mot à mot, mais, sur l'honneur, je peux certifier que je n’en déforme pas l’esprit : « Le moment est venu. Je vais mourir. J’ai fait mon devoir. Tranquillisez les amis, je n’ai rien dit. Mes fils peuvent porter la tête haute. Adieu ! Vive la France ! » »
Pierre Virlogeux s'était ouvert les veines avec le verre brisé de ses lunettes et pendu avec un lacet.
Le corps est enfoui, avec un autre cadavre, dans un puisard de la caserne. Les tortionnaires mêlent aux remblais qui comblent le trou des quartiers de viande de bœuf.[réf. nécessaire]
Lors de son interrogatoire, Georges Mathieu affirme dans un premier temps ignorer où est le corps, avant d'en indiquer la localisation.
Après l'exhumation, les restes de Pierre Virlogeux sont placés dans un caveau décoré de carreaux de grès flammés, dans le « nouveau » cimetière de Cérilly, dans l'Allier.

### Après-guerre

#### Les polémiques de l'après-guerre
Comme dans de nombreuses villes françaises, la guerre avait laissé d'importantes fractures entre les habitants et, en particulier, entre la bourgeoisie locale (attentiste, voire collaborationniste) et tous ceux qui avaient participé aux combats de la Résistance. En témoignent les incidents qui eurent lieu, en 1948 (probablement autour du 9 février), à l'occasion d'une commémoration à la mémoire des Résistants locaux en général et de Pierre Virlogeux en particulier, entre la Section de Riom FFI-FTPF et les autorités locales.
Ces fractures ne furent pas sans effet sur la famille de Jean Virlogeux. En effet, celui-ci, ayant fait, à son retour de déportation, les mêmes études que son père à l'ENCIS, il souhaita reprendre l'usine de Riom. Mais il ne put jamais avoir accès aux aides Marshall. À la suite d'un incendie, l'usine dut déposer son bilan et fut rachetée dans des conditions qui furent considérées, par son ancien propriétaire, comme suspectes. La famille dut quitter Riom et Jean Virlogeux devint ingénieur à La Compagnie des lampes ; il participa à la réalisation des culots de lampes des premiers ordinateurs français.[réf. nécessaire]

#### Reconnaissance

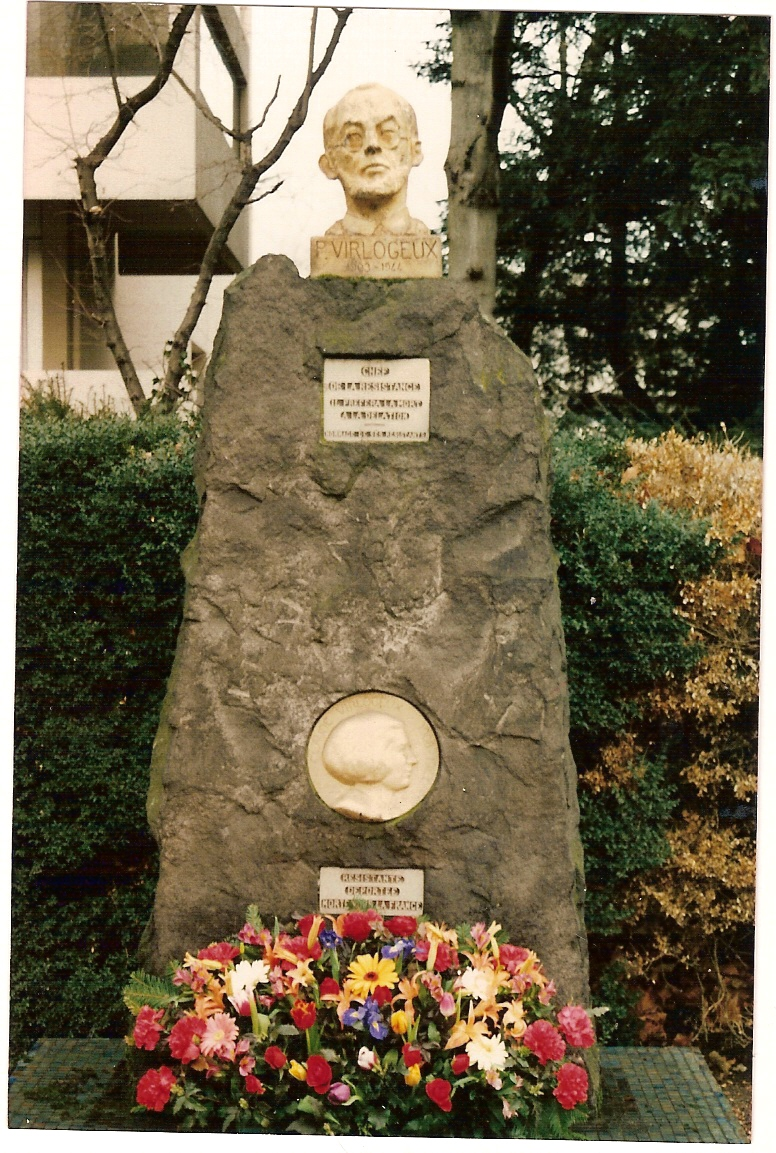
Monument Pierre Virlogeux et Claude Rodier.

Après la guerre, la municipalité de Riom fait rebaptiser l'avenue qui conduit du centre ville à la gare SNCF de Riom - Châtel-Guyon « avenue Virlogeux ». Au long de cette avenue est érigé le monument en hommage à Claude Rodier et Pierre Virlogeux, fait d'une pierre taillée en forme de menhir, sur un socle en carreaux de grès flammés, portant en son centre un médaillon réalisé par Pierre Virlogeux représentant Claude Rodier de profil, et surmonté d'un buste autoportrait de Pierre Virlogeux. Le jardin public du XIXe siècle qui borde cette avenue est également renommé « square Virlogeux ». Enfin, le lycée public construit sur l'emprise de la caserne d'Antherron, où se suicida Pierre Virlogeux et où son corps fut caché par le SD de Clermont-Ferrand, est baptisé « lycée Claude-et-Pierre-Virlogeux ».
La municipalité de Cérilly (Allier) fait également baptiser le jardin public qui jouxte le monument aux morts du village « square Pierre-Virlogeux ».
Une salle de l'École nationale supérieure de céramique industrielle à Limoges lui a été dédiée en 2013. Il avait été étudiant de cette école quand elle était encore installée à Sèvres.

## Décoration
- Croix de guerre 1939-1945 avec palmes[19]